# Allowissadula microcalyx
Allowissadula microcalyx là một loài thực vật có hoa trong họ Cẩm quỳ. Loài này được (Rose ex R.E.Fr.) D.M.Bates mô tả khoa học đầu tiên năm 1978.